# 續領風騷
續領風騷（Zaidan，舊譯「世丹」、2008年5月8日出生）是一匹在英國以及香港訓練的賽駒，現時由告東尼訓練，主要勝出賽事包括香港經典盃。

## 競賽生涯
世丹生於美國肯塔基州。其後運往英國出賽。三歲以後在香港受訓。

### 英國
世丹（當時香港賽馬會翻譯的名稱）在英國角逐四場賽事，初時出道表現不錯，勝出處女馬賽後，於六月的皇士雅士谷賽期的卓斯咸錦標，已經顯露出馬匹應有的長力，大勝三個馬位而回。但在8月4日的一場表列賽在大熱門支持下包括而回，再加上在10月挑戰一級賽馬報錦標只得第八，最後被香港馬主鄭強輝買下，在香港出賽。

### 香港

#### 2010-11年馬季
在香港出賽後續領風騷一度矚目，4月3日，在香港的首次出賽，角逐1400米賽事，最終跑第二，僅負於同馬房的傾力之城。4月25日角逐同程賽事，展開強勁的後上，在最後100米與家樂飛單打獨鬥，最終險勝而回。5月21日續領風騷增程1600米，但後上反應一般只能跑第九，之後曾增程1800米以及憑輕磅角逐沙田一哩錦標，但表現均失望而回。

#### 2011-12年馬季
續領風騷在7月13日接受閹割手術，直到10月16日在一場1400米賽事復出，以第六名完成。在11月20日增程1600米跑獲第四，續領風騷於是再受到馬迷注目。12月初首次在跑馬地角逐賽事，成為了大熱門，在終段直路追回突圍的開心老友，但是千杯不醉走勢更勁，結果只能屈居牠們之後跑第三。12月27日出戰1800米賽事，被馬房主帥白德民策騎的醒目精英搶了風頭，初段居前，其後穩守第二位，在直路把放頭馬超越將勝果維持至終點。
續領風騷在四歲馬賽事首關香港經典一哩賽視為冷門，雖然郭能讓牠控制步速領放，但直路乏力只得第八，但這反映了馬匹不擅於角逐濕地。2月19日安排較長路程的香港經典盃，馬匹在直路順勢帶出，最後200米勝利在望之際，遭到甜橙如箭般的後上，最終險勝而回。在香港打吡於半冷下跑第四，4月29日挑戰愛彼錶女皇盃，在直路的時候試圖跟隨統治地位一直守在第二位，直到最後100米乏力而回，以第四名完成。
在5月20日的新加坡航空國際盃，於濕滑場地不被看好下，結果以第二名完成，負法國代表鬥牛城三個馬位。

#### 2012-13年馬季
續領風騷是季首戰為沙田錦標，首次改配巫斯義，沿途居中競跑，最後跑入第六。其後角逐馬會盃，續領風騷一度取得領先優勢，但最後被後上的加州萬里及魔法幻影追過，只能取得第三名。隨後角逐四場分級賽，皆以第六、第七名過終點。精英碟後轉投告東尼訓練，首戰為愛彼女皇盃，並首次交由霍勵賢執韁，雖然沿途跟前競跑，但去到末段力弱，以第十二名過終點。隨後角逐亞視盃、精英盃，仍只能以第六、第七名過終點。7月7日，續領風騷出戰沙田一哩錦標，雖然沿途留後競跑，但在薛寶力首次為該駒執韁下，憑著餘下的拼勁取得第三名。

#### 2013-14年馬季
續領風騷是季只出賽五次，首戰為廣東讓賽盃，以第十名過終點。9月26日，該駒被獸醫發現右前足內側籽骨韌帶末端扭傷及內側籽骨末端撕裂；11月4日，該駒被獸醫發現右前足內側籽骨韌帶末端再度受傷，其後已於2月17日通過獸醫檢驗，休息半年後角逐精英碟，首次交由蔡明紹執韁，雖然沿途包尾，但憑著餘下的拼勁取得第四名；5月4日角逐冠軍一哩賽，因為不擅於角逐變化地的關係，以第十四名過終點。5月尾遠征角逐澳港盃，以第四名過終點。6月22日出戰田草二班千八米，雖然沿途居中競跑，但去到末段力弱，以第十四名過終點。
2014年9月10日，續領風騷被獸醫發現右前腿不良於行、右前足內側籽骨末端骨裂，直至11月3日退役。

## 詳細賽績
| 日期       | 馬場     | 距離   | 級別 | 賽事名稱            | 負重（磅） | 騎師   | 名次/出馬 | 時間      | 與頭馬距離 | 冠軍（亞軍） |
| ---------- | -------- | ------ | ---- | ------------------- | ---------- | ------ | --------- | --------- | ---------- | ------------ |
| 1/5/2010   | 唐加士達 | 草5f   |      | 兩歲馬第五班讓賽    | 129        | 桑迪斯 | 1/12      | 58.76     | 2-1/4      | (Bunce)      |
| 19/6/2010  | 雅士谷   | 草7f   | L    | 卓斯咸錦標          | 129        | 桑迪斯 | 1/12      | 1:27.51   | 3          | （英倫玫瑰） |
| 4/8/2010   | 紐百利   | 草7f   | L    | 華盛頓星加錦標      | 129        | 桑迪斯 | 4/4       | (1:28.82) | 8-1/4      | Jarood       |
| 16/10/2010 | 唐加士達 | 草8f   | G1   | 馬報錦標            | 126        | 桑迪斯 | 8/10      | (1:37.03) | 8-1/2      | 棟篤笑       |
| 3/4/2011   | 沙田     | 草1400 |      | 第一班讓賽          | 113        | 勞愛德 | 2/9       | 1:21.86   | 1-1/4      | 傾力之城     |
| 25/4/2011  | 沙田     | 草1400 |      | 第二班讓賽          | 122        | 白德民 | 1/13      | 1:21.74   | 短馬頭     | （家樂飛）   |
| 21/5/2011  | 沙田     | 草1600 |      | 第二班讓賽          | 130        | 白德民 | 9/14      | 1:37.71   | 5-1/4      | 勁高手       |
| 19/6/2011  | 沙田     | 草1800 |      | 第二班讓賽          | 131        | 白德民 | 14/14     | 1:50.19   | 13-3/4     | 滿綵         |
| 10/7/2011  | 沙田     | 草1600 |      | 沙田一哩錦標（1班） | 122        | 勞愛德 | 10/11     | 1:35.75   | 3-3/4      | 魔法神采     |
| 16/10/2011 | 沙田     | 草1400 |      | 第二班讓賽          | 133        | 郭立基 | 6/14      | 1:23.25   | 2-1/4      | 齊歡笑       |
| 20/11/2011 | 沙田     | 草1600 |      | 第二班讓賽          | 133        | 白德民 | 4/14      | 1:36.42   | 1-1/2      | 陽明飛飛     |
| 7/12/2011  | 跑馬地   | 草1800 |      | 第二班讓賽          | 133        | 白德民 | 3/12      | 1:50.43   | 1-1/2      | 千杯不醉     |
| 27/12/2011 | 沙田     | 草1800 |      | 第一班讓賽          | 128        | 勞愛德 | 1/14      | 1:48.50   | 短馬頭     | （較量）     |
| 25/1/2012  | 沙田     | 草1600 | HKG1 | 香港經典一哩賽      | 126        | 郭能   | 8/10      | 1:38.11   | 3          | 甜橙         |
| 19/2/2012  | 沙田     | 草1800 | HKG1 | 香港經典盃          | 126        | 杜利萊 | 1/14      | 1:48.70   | 鼻         | （甜橙）     |
| 18/3/2012  | 沙田     | 草2000 | HKG1 | 香港打吡大賽        | 126        | 杜利萊 | 4/14      | 2:04.59   | 1-1/4      | 陽明飛飛     |
| 29/4/2012  | 沙田     | 草2000 | G1   | 愛彼錶女皇盃        | 126        | 杜利萊 | 4/13      | 2:03.12   | 4-3/4      | 統治地位     |
| 20/5/2012  | 克蘭芝   | 草2000 | G1   | 新加坡航空國際盃    | 126        | 麥道朗 | 2/11      | 2:04.92   | 3          | 鬥牛城       |
| 28/10/2012 | 沙田     | 草1600 | HKG2 | 沙田錦標            | 121        | 杜利萊 | 6/14      | 1:34.10   | 3-1/4      | 雄心威龍     |
| 18/11/2012 | 沙田     | 草2000 | G2   | 馬會盃              | 123        | 杜利萊 | 3/12      | 2:01.56   | 頸         | 加州萬里     |
| 9/12/2012  | 沙田     | 草2000 | G1   | 香港盃              | 126        | 麥道朗 | 7/11      | 2:03.95   | 5-1/2      | 加州萬里     |
| 20/1/2013  | 沙田     | 草1600 | HKG1 | 董事盃              | 126        | 巫斯義 | 6/14      | 1:34.23   | 3          | 精彩日子     |
| 24/2/2013  | 沙田     | 草2000 | HKG1 | 香港金盃            | 126        | 杜利萊 | 7/11      | 2:03.78   | 4-3/4      | 軍事出擊     |

## 血統背景
父系街頭口號為杜拜世界盃冠軍，配種成績優異，南北半球皆出現聞名於世的賽駒，包括了信雅達。母系Element Of Truth，出自Atticus，續領風騷是牠的第二胎，母系僅出賽一次，曾在英國勝出新市場的處女馬賽。

## 外部連結
- 香港賽馬會
- 血統表 （页面存档备份，存于）